# 吉列尔莫·卡罗

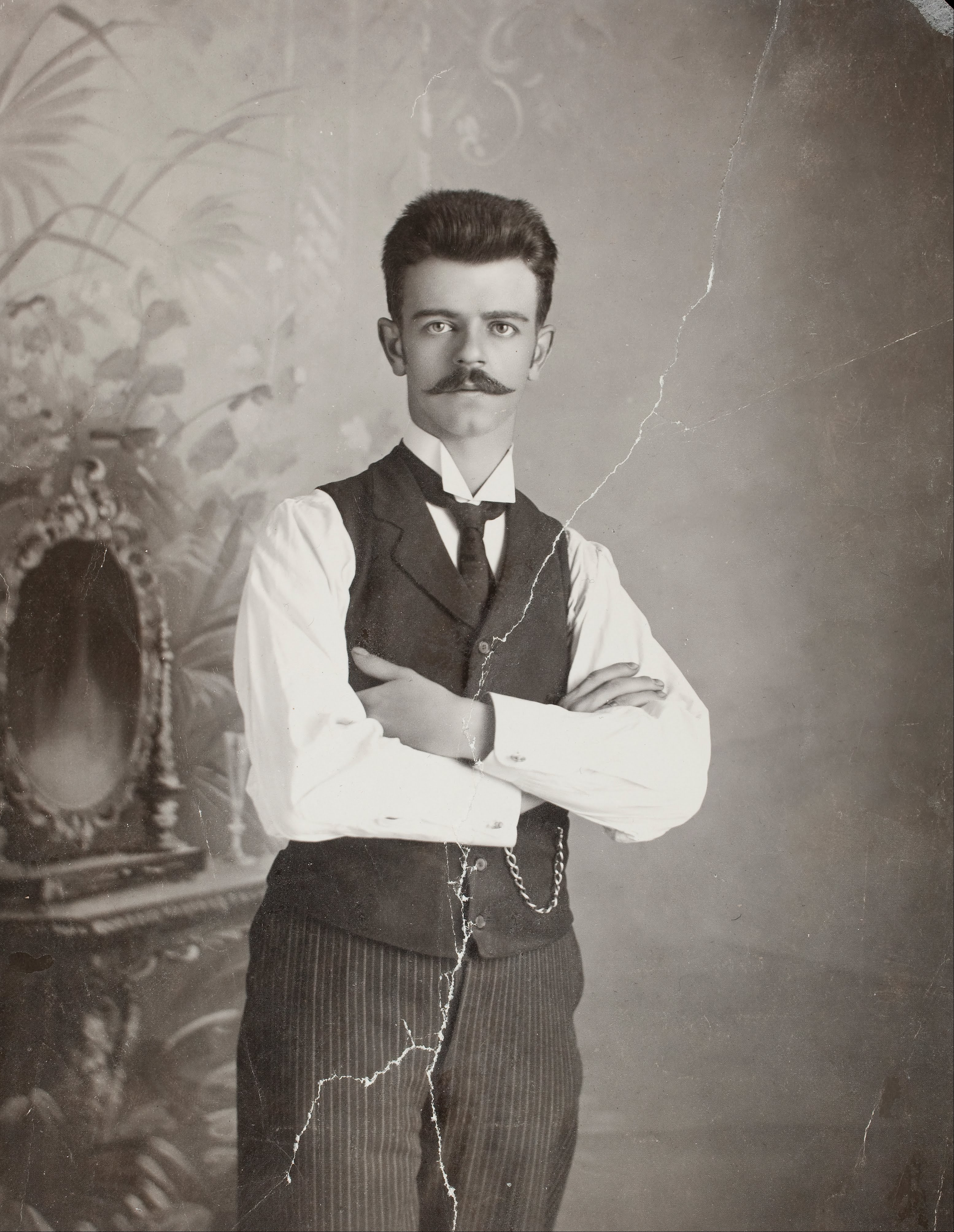
吉列尔莫·卡罗

吉列尔莫·卡罗（Guillermo Kahlo，1871年10月26日—1941年4月14日）原名卡尔·威廉·卡罗（Carl Wilhelm Kahlo），是一位德裔墨西哥摄影师。他是画家芙烈達·卡蘿的父亲。卡罗出生在普福尔茨海姆，其父是个犹太珠宝商。卡罗毕业于纽伦堡大学。由于卡罗与继母关系不睦，他的父亲于1891年出资供他去墨西哥游历。卡尔·威廉·卡罗在墨西哥期間将自己名字里的“威廉”改为其在西班牙语中的对应名字“吉列尔莫”。1894年7月，卡罗申请墨西哥国籍。他在墨西哥期間用照片记录下了20世纪初的墨西哥重要建筑、教堂、街道、地标以及产业与公司。其最終在墨西哥去世。